# Oenologie

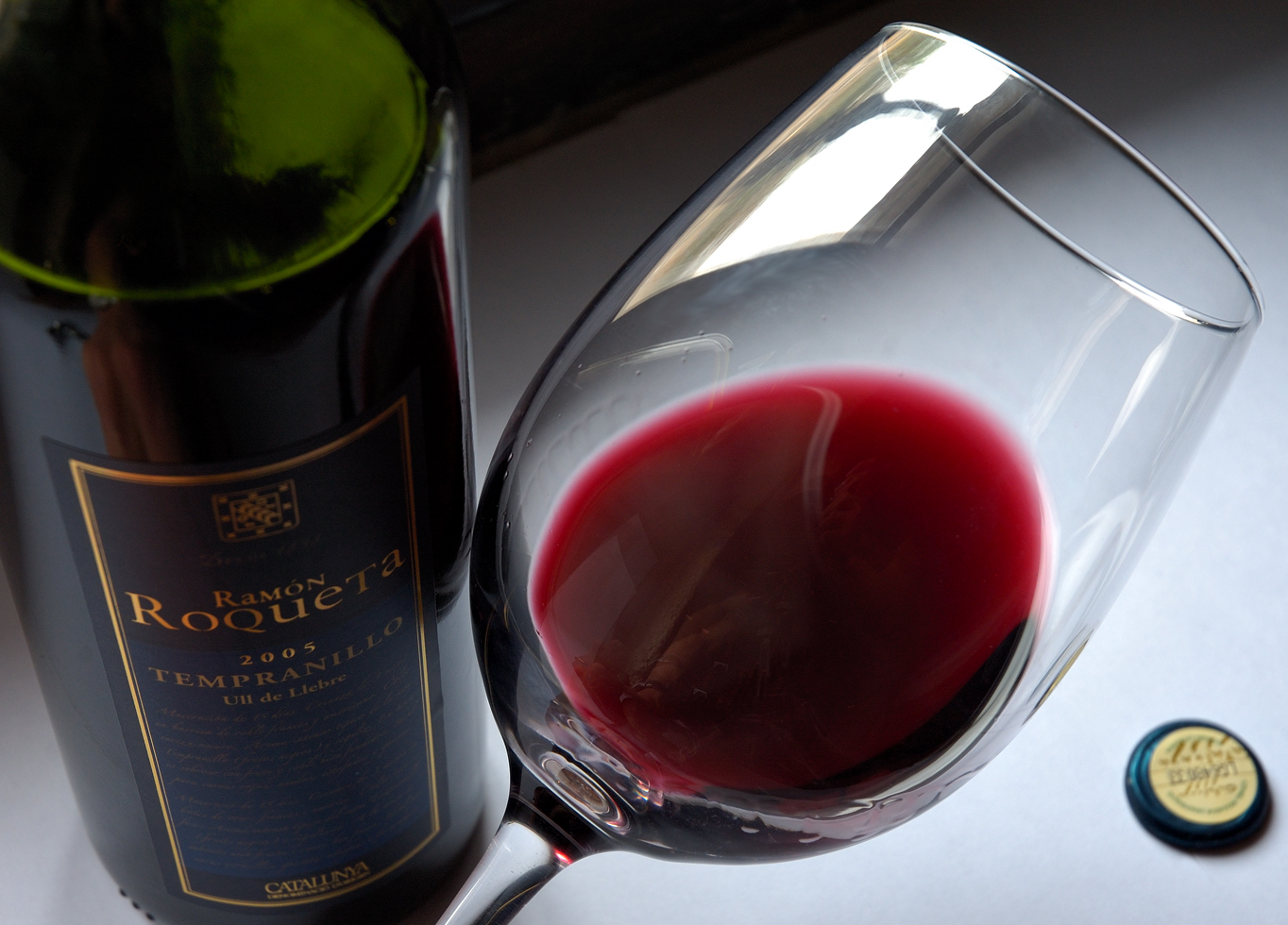
Wijn, waarmee de oenologie zich onder meer bezighoudt

Oenologie (van het Griekse woord voor wijn: οἶνος, oinos) is een wijnbouwtechnische wetenschap. Een oenoloog houdt zich bezig met de biochemische aspecten van wijnbereiding. Het telen van druiven en de vinificatie van wijn zijn daar een onderdeel van. Daarnaast kan hij producenten ook adviseren over bewaren, verhandelen, waarde bepalen en classificeren.
Aan de universiteit van Bordeaux is er een faculteit van oenologie alsmede aan de Universiteit van Stellenbosch in Zuid-Afrika. Ook in Australië, op The University of Adelaide en in Zuid-Amerika wordt dit vak op universiteiten onderwezen.
Brock University in St. Catharines in Zuid-Ontario (Canada) heeft de faculteit Cool Climate Oenology and Viticulture Institute. Deze is gespecialiseerd in de ontwikkeling van de wijnen in Ontario met inbegrip van de Canadese Icewine.
Er zijn ook gerenommeerde wijnbouwfaculteiten in het Franse Dijon en Montpellier.
Duitsland heeft het internationaal bekende instituut in Geisenheim (Rheingau). Behalve opleidingen houden deze instellingen zich ook bezig met onderzoek.
Voorts is buiten Europa de University of California in Davis een grote naam.
Aan Nederlandse universiteiten wordt het vak oenologie niet gedoceerd.
Oenologie is een universitaire wetenschap en mag dus niet verward worden met vinologie.

## Gerelateerde onderwerpen
- Lijst van vaktermen in de oenologie
- Druivenras
- Wijnstreek
- Classificatie van wijn